# والي الدين موسى
والي الدين موسى (مواليد 1991)، هو لاعب كرة قدم سوداني.

## حياته
ولد وإلى الدين موسي بولاية سنار بمنطقة أبو جيلي بتاريخ 1991م، درس بمدرسة أبو جيلي الاساسية من ثم التحق بمدرسة
العركية الثانوية

### الاندية التي لعب لها
لعب للعدد من الاندية منها:
- نادي أبو جيلي
- نادي هلال كبوش

من ثم انتقل إلى نادي الهلال
- مثل منتحب الناشئين السودان